# Гамбург-Айльбек
Айльбек (нім. Eilbek) — частина району Вандсбек вільного та ганзейського міста Гамбург. Розташована на крайньому південному заході району Вандсбек. Місцевість виникла як невелике село на околиці Гамбурга, та зрештою було включено до його складу, коли місто розширилося.